# CIWS

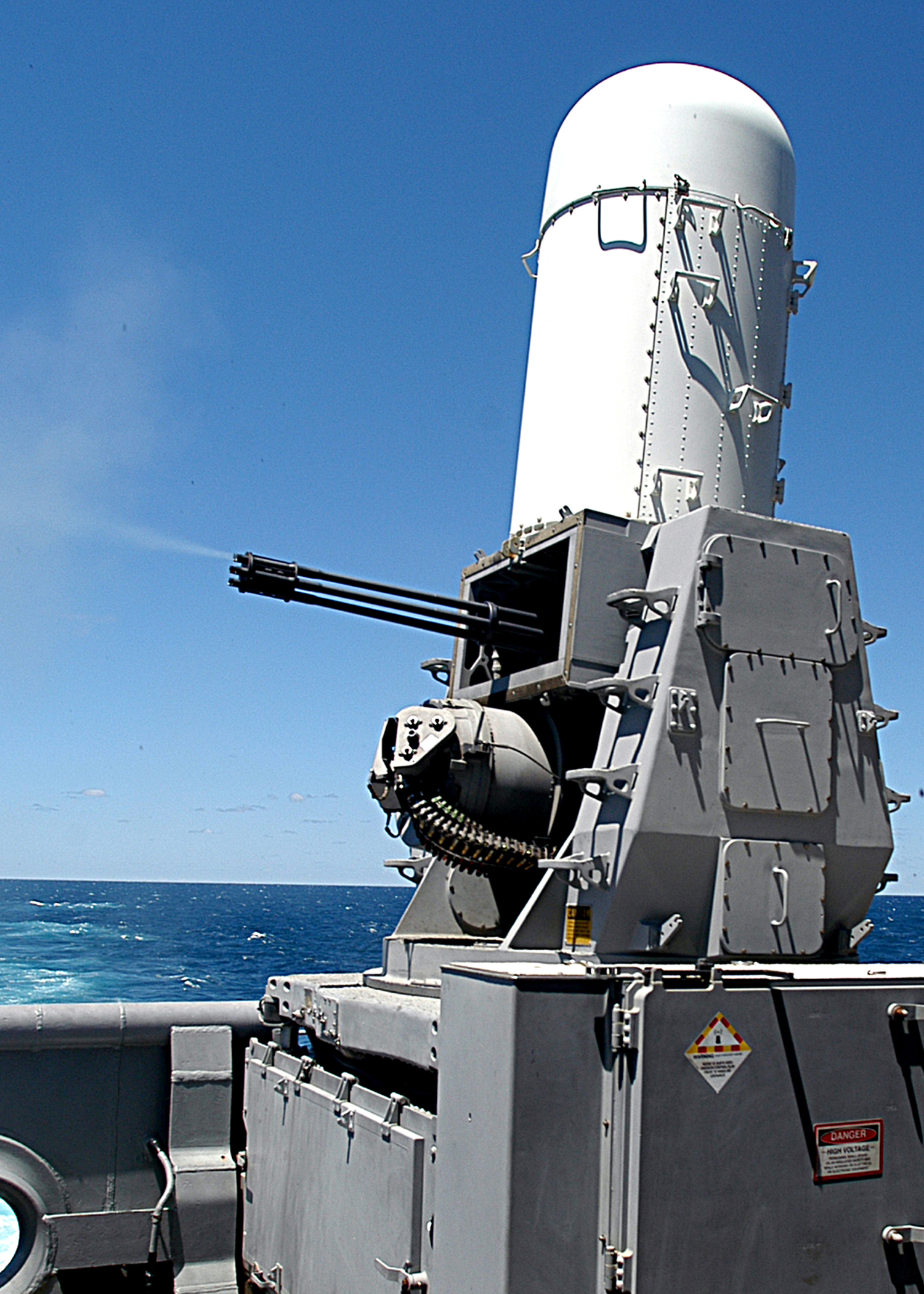
System Phalanx

CIWS (ang. Close-In Weapon System), system artyleryjski obrony bezpośredniej – system uzbrojenia składający się z szybkostrzelnego działka kalibru 20–30 mm z własnym komputerowym systemem kierowania ognia i radarem artyleryjskim, najczęściej zblokowanym na jednej podstawie. Podstawowym przeznaczeniem CIWS jest zwalczanie nisko lecących pocisków przeciwokrętowych oraz samolotów. Jest on całkowicie autonomiczny. We własnym zakresie wykrywa cele, namierza, a także wybiera najgroźniejsze i niszczy za pomocą serii pocisków przeciwpancernych.
Pierwsze egzemplarze wprowadzono w 1979 roku. CIWS typu Phalanx jest zainstalowany na praktycznie każdym okręcie wojennym US Navy, a także na okrętach szesnastu innych państw. Jest on w dalszym ciągu produkowany dla odbiorców zagranicznych. Przykłady użytkowania CIWS na świecie:
- System Phalanx CIWS amerykańskiej firmy Raytheon
- Holenderski Goalkeeper
- Turecki Sea Zenith
- Hiszpański Meroka
- Rosyjskie AK-630 oraz 3S87 Kortik (Kasztan)
- Włoski DARDO oraz Myriad
- Chiński Type 730
- Izraelski Typhoon
- Niemiecko-szwajcarski Rheinmetall Oerlikon Millennium GDM-008